# Nathaniel Semple
Nathaniel Meacrom Semple (* 22. Oktober 1876 in Liberty, Missouri; † 3. Oktober 1913 in St. Louis, Missouri) war ein US-amerikanischer Tennisspieler.

## Biografie
Semple besuchte das William Jewell College in seiner Geburtsstadt Liberty. An der Washington University in St. Louis studierte er Medizin. Er führte sein Studium an der Universität Kiel in den Jahren 1900 und 1901 sowie an der Universität von Paris im Jahr 1902 fort. Sein Spezialgebiet waren Augenkrankheiten.
Er nahm an den Olympischen Sommerspielen 1904 in St. Louis am Tenniswettbewerb teil. Im Einzel schlug er zum Auftakt George Stadel, ehe er Wilfred Blatherwick in der zweiten Runde unterlag. Im Doppel trat er mit Malcolm MacDonald an. Sie unterlagen zum Auftakt bei zwei Spielgewinnen Dwight Filley Davis und Ralph McKittrick.
Semple starb 1913 an den Komplikationen mit seiner Diabetes.